# Escola Prática de Transmissões
A Escola Prática de Transmissões (EPT) era um estabelecimento de ensino do Exército Português, cujo objectivo era a formação de tropas na arma de Transmissões. Este estabelecimento ficava situado no Porto.
A EPT foi desativada em 2013, passando as suas funções para a então criada Escola das Armas.

## História
A origem da Escola Prática de Transmissões (EPT) remonta a 1911 com a criação de foi corpos de Tropas de Engenharia, no Porto. Do primeiro corpo, fazia parte a Terceira Secção de Telegrafistas de Campanha. Em 1940, é formado Regimento de Engenharia n.º 1, da união do 2.º Grupo do Regimento de Sapadores Mineiros e do 1.º Grupo do Regimento de Telegrafistas. Sete anos mais tarde, o Regimento de Engenharia n.º l vê a sua designação alterada para Regimento de Engenharia n.º 2 e, por portaria de 26 de Março de 1965, o Regimento de Engenharia n.º 2 passou a Regimento de Transmissões.
A sua última designação, data de 1977, quando o Regimento de Transmissões se passou a designar por Escola Prática de Transmissões.
A EPT foi feita Membro-Honorário da Ordem da Liberdade, a 25 de Abril de 1999.
A Escola Prática de Transmissões foi desativada a 1 de outubro de 2013, na sequência da decisão tomada de se unificar as diversas escolas práticas das armas do Exército numa única Escola das Armas.